# 舊門羅 (密蘇里州)
舊門羅（英語：Old Monroe）是位於美國密蘇里州林肯縣的城市。

## 人口
根據2020年美國人口普查的數據，舊門羅的面積為0.95平方千米，當中陸地面積為0.94平方千米，而水域面積為0.01平方千米。當地共有人口249人，而人口密度為每平方千米262人。